# Saori Yoshida
Saori Yoshida, född den 5 oktober 1982 i Tsu, Japan, är en japansk brottare som tog OS-guld i lättviktsbrottning i damklassen 2004 i Aten och därefter igen vid OS 2008 i Peking. Hon tog ytterligare ett guld vid OS i London 2012 och ett silver vid OS i Rio de Janeiro 2016.